# Натхнення поета (Ганновер)
Натхнення поета (Ганновер) (англ. The Poet's Inspiration) — картина, котру створив італійський художник Нікола Пуссен, француз за походженням, на тему уславлення поетичного обдарування. Варіант сюжету, котрий зберігається в місті Ганновер, Німеччина.

## Відсутність замови і передісторія
Не збережено документів, котрі б доводили, що Пуссен створив цю картину з Ганновера чи її більш урочистий варіант в музеї Лувр по стороннім замовам. 
Сюжет викликав здивування і до нього на початку 17 століття звертались напрочуд рідко. Інша справа — панегірик на часть якогось уславленого поета, де подавався реальний портрет конкретного поета з богом мистецтва Аполлоном. В картині з міста Ганновер нема жодних ознак, що поет вже має великий авторитет і знаний широкими колами прихильників поезії. Нема цих ознак і в картині з музею Лувр.
Все це надало підстави вважати, що подібний сюжет цікавив самого Ніколу Пуссена, адже він звертався до теми у двох картинах та в дкількох малюнках, а також у близькій тематично картині, котра мала назву «Парнас» (нині Національний музей Прадо, Мадрид) .

## Два варіанта картини
Картина існує у двох, дещо несхожих варіантах. В картині з музею Лувр композиція вибудована за зразками давньоримських релєфів, розгорнута вздовж переднього плану і має підкреслено урочистий, майже церемоніальний характер.
Картина в місті Гановер напаки, наче зігріта теплим почуттям. Зовсім молодий поет припав на коліно перед Аполлоном. Хтось приніс води з Кастальського джелела, Аполлон наповнив водою, котра надає натхнення келих і власнорч підніс ту чашу до уст юнака-поета. Цей варіант картини іноді називають «Натхнення поета Анакреона». Насправді ніякого достовірного портрета Анакреона художник Пуссен не мав і подав типізоватий портрет-образ поета-початківця, поета-неофіта.
Аби ніхто не плутав, хто саме поїть юнака-поета, митець кинув біля ніг бога і покровителя мистецтв Аполлона золочену ліру. В церемонії залучення поета-початківця до поезії беруть участь і крилаті путті. Останни вже несуть для поета гілочни та лаврові вінки, один з котрих вже прикрашає голову Аполлона.
Дещо осторонь розташувалась жіноча постать, в котрій вбачають музу. Враховуючи відсутність царської величі в фігурі і жестах Аполлона, атмосферу прихильності і довіри до поета-новачка, в жіночій постаті вбачають постать Калліопи, музи ліричної поезії, котра з відтінком несподіваності та здивування розглядає дії і церемонію, котру так тепло проводить  суворий взагалі бог Аполлон.